# Acquedotto delle Acque Libere

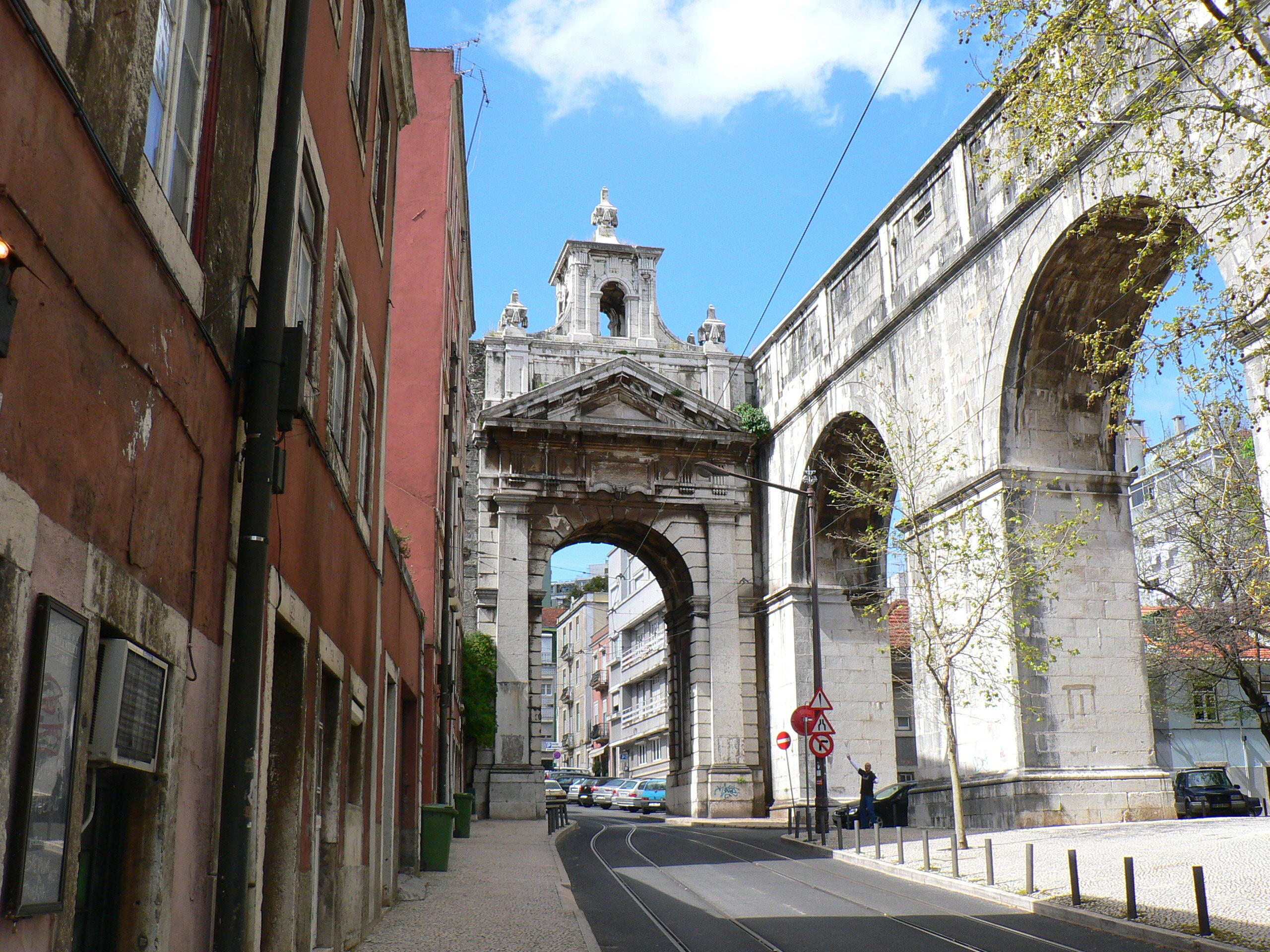
L'acquedotto e l'arco commemorativo nel quartiere di Amoreiras, Lisbona, nei pressi del Jardim das Amoreiras

L'acquedotto delle Acque Libere (portoghese: aqueduto das Águas Livres) è un acquedotto storico nella città di Lisbona, Portogallo.
Costruito a partire dal 1732 per sopperire alla mancanza cronica di approvvigionamento idrico di acqua potabile a Lisbona, è uno degli esempi dell'ingegneria portoghese del XVIII secolo, cui contribuì l'ingegnere portoghese Manuel da Maia.
L'acquedotto è sostenuto da 128 piloni collegati da archi ad ogiva e il suo corso è lungo 14 km, anche se tutta la rete di canali si estende per quasi 58 km.

## Storia

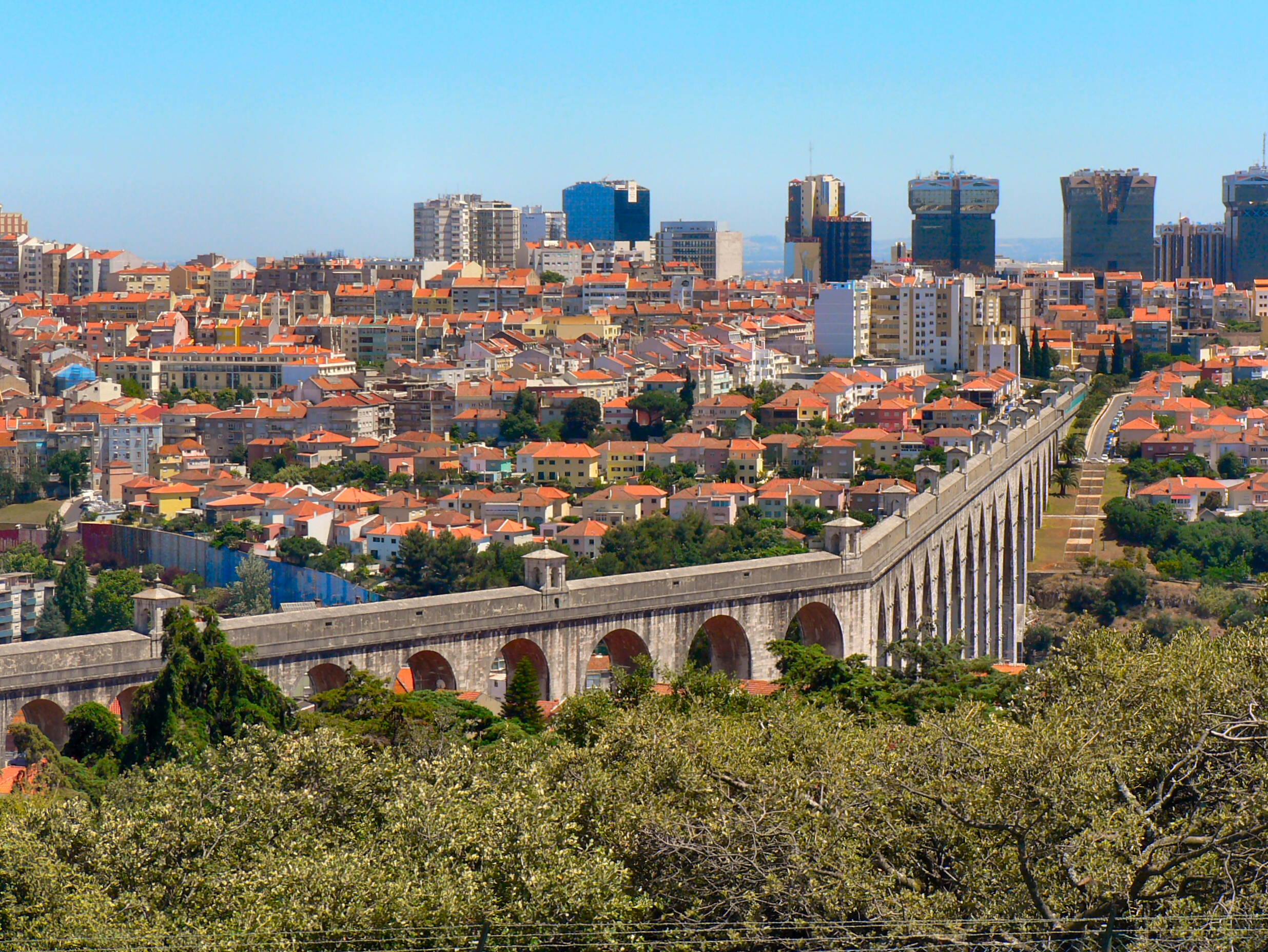
L'acquedotto delle Acque Libere portoghesi nell'attraversamento della valle dell'Alcântara

L'acquedotto fu costruito a partire dal 1732, sotto il regno di Giovanni V, per captare le acque sorgive a Belas (località situata nel municipio di Sintra). La rete di captazione e di distribuzione venne successivamente estesa durante tutto il XIX secolo. 
Grazie alla sua eccellente costruzione è sopravvissuto al terremoto di Lisbona del 1755 ed è rimasto in funzione fino al 1973, per poi esser aperto al pubblico nel 1986.
L'acquedotto è tristemente celebre a causa del criminale di origine spagnola Diogo Alves, ritenuto essere il responsabile di oltre settanta omicidi, compiuti tra il 1836 ed il 1839. Alves e la sua banda assassinavano e derubavano i passanti prima di gettarli nel vuoto dalle arcate dell'acquedotto, da un'altezza di circa 60 metri. Catturato e condannato a morte, fu giustiziato per impiccagione sul Cais do Tejo il 9 febbraio 1841. La sua testa fu spiccata dal busto e recuperata per studi scientifici dell'epoca ed è ancora visibile al teatro anatomico della Facoltà di Medicina dell'università di Lisbona, conservata nella formalina.

## Descrizione
Il tratto più famoso dell'acquedotto è quello che attraversa la valle dell'Alcântara, una campata di 35 archi a sesto acuto, il più alto dei quali s'innalza fino a 65 metri, con una distanza fra i pilastri di 29 metri, il che ne fa il più grande arco ogivale in muratura del mondo. 
Tra le valli di Ribeira de Arroios e Alcântara, le acque erano distribuite da cinque gallerie principali: Galeria das Necessidades, Galeria da Esperança, Galeria do Rato, Galeria do Loreto e Galeria de Santana.